# Neoempheria zeteki
Neoempheria zeteki är en tvåvingeart som beskrevs av Coher 1959. Neoempheria zeteki ingår i släktet Neoempheria och familjen svampmyggor.
Artens utbredningsområde är Panama. Inga underarter finns listade i Catalogue of Life.